# Cross Country Route

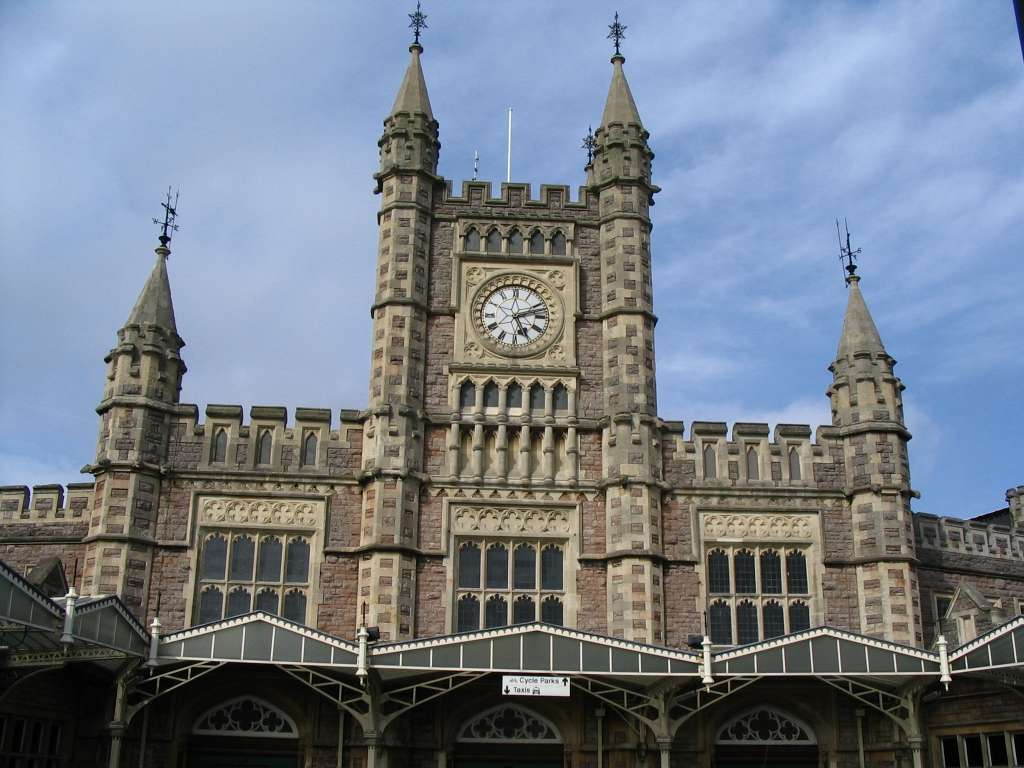
Dworzec Bristol Temple Meads

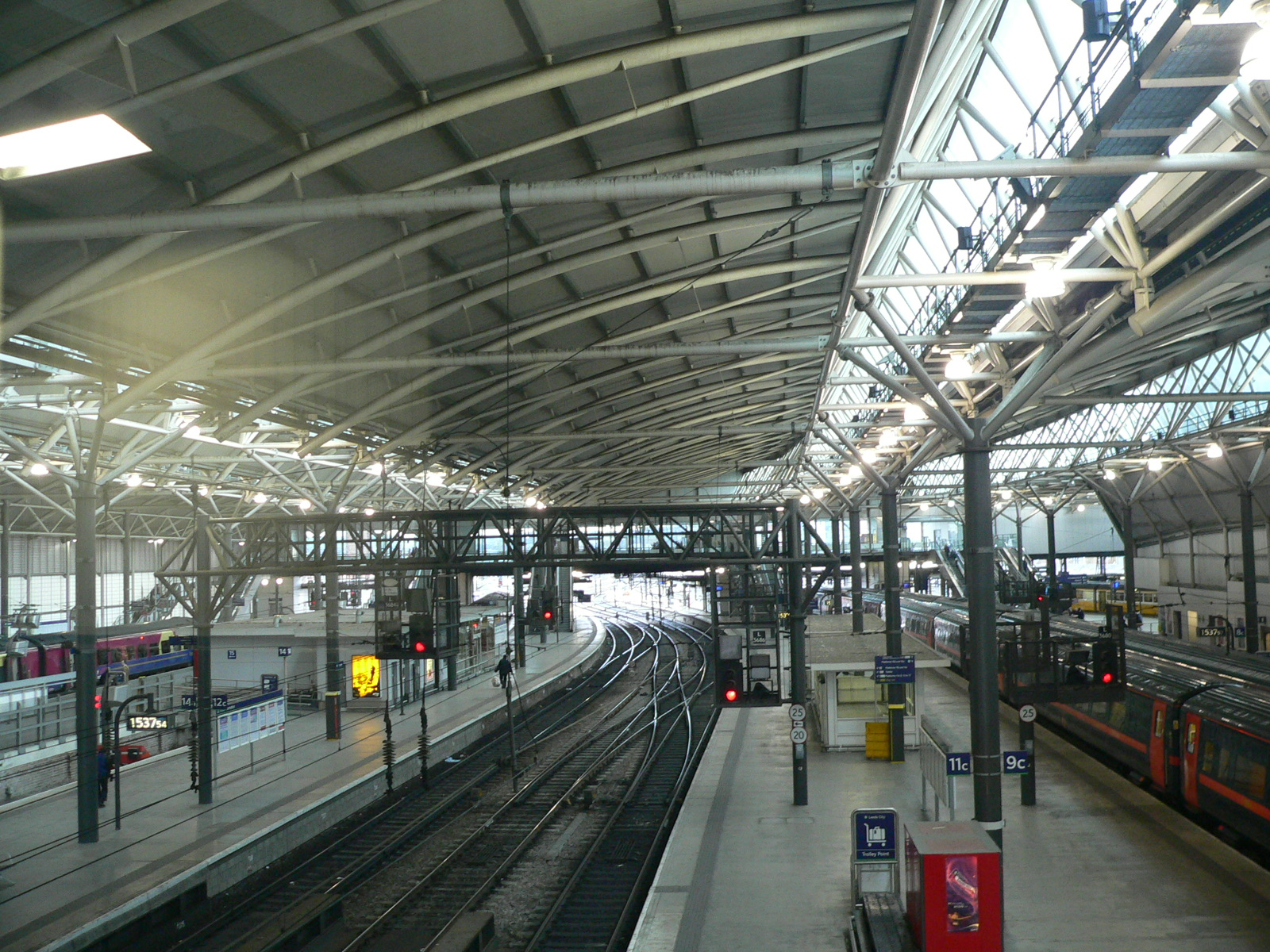
Dworzec w Leeds

Cross Country Route – linia kolejowa w Anglii łącząca południowy zachód kraju z północnym wschodem. Przebiega przez Bristol, Birmingham, Sheffield i Leeds. Po trasie kursują szybkie pociągi dalekobieżne, w tym pociąg o najdłuższej trasie w Wielkiej Brytanii Penzance - Aberdeen. Linie obsługują szybkobieżne jednostki spalinowe Voyager 220, osiągające prędkość 200 km/h.

## Przewóz pasażerów
Linią operuje przewoźnik Arriva pod nazwą używaną dla połączeń dalekobieżnych CrossCountry. Do 2007 r. była operowana przez Virgin Trains. 

## Stacje na trasie
- York
- Leeds City
- Wakefield Westgate
- Sheffield
- Dronfield
- Chesterfield
- Derby Midland
- Willington
- Burton-on-Trent
- Tamworth
- Wilnecote
- Water Orton
- Birmingham New Street
- Bromsgrove
- Droitwich Spa
- Worcester Shrub Hill
- Ashchurch for Tewkesbury
- Cheltenham Spa
- Gloucester
- Bristol Parkway
- Bristol Temple Meads